# Cultura de Corea del Sur
Este artículo trata acerca de la cultura contemporánea de Corea del Sur. Para el artículo relacionado con Corea del Norte, véase Cultura de Corea del Norte. Para la cultura tradicional de Corea, tanto del Norte como del Sur, véase Cultura de Corea
La cultura contemporánea de Corea del Sur deriva de la cultura tradicional de Corea
La industrialización y urbanización de Corea del Sur ha traído muchos cambios al modo de vida de los coreanos. En el pasado la mayor parte de la población coreana vivía en pequeñas áreas rurales; sin embargo los cambios en el modo de vida del país llevaron a la población joven a buscar mejores oportunidades en las áreas urbanas (principalmente en la capital , donde habita cerca de un 25% de la población total del país). En décadas pasadas era común encontrar varias generaciones familiares viviendo bajo el mismo techo, pero hoy en día la sociedad coreana se basa en una [familia nuclear].

## K-pop
Muchas estrellas y grupos del K-pop son bastante queridos entre las naciones de Asia Oriental, el Sudeste Asiático y a nivel internacional. El Pop Coreano (en español) emula a la música pop estadounidense y se caracteriza por los artistas jóvenes que la interpretan, debido a que estos son entrenados en canto, baile e idiomas (algunas agencias promueven la formación moral a través del servicio comunitario) durante un periodo de tiempo antes de debutar.
Los grupos H.O.T. y Seo Tai-ji marcaron un punto importante en la música del pop coreano, ya que habían incorporado elementos de la música popular estadounidense, como el rap o el techno. Los actos orientados al baile fueron dominantes en la escena musical coreana en la década de 1990. La moda extravagante a la hora de vestir, el impacto visual en sus videos y la obsesión coreana por la belleza, donde el hombre se maquilla tanto como la mujer, fueron puntos decisivos también.
Entre algunos artistas populares que hacen más de lo mismo del tradicional sonido de K-Pop se incluyen:
- BTS
- Blackpink
- ENHYPEN
- NCT, EXO, Stray Kids, Twice y TXT
- IU

Corea del Sur también cuenta con su propia forma de hip hop (que está algo orientada hacia el pop), con actos como Epik High, Jinusean y Drunken Tiger.
Otro punto importante dentro del género, es la internacionalización de sus artistas, donde llegan a dominar varios idiomas y proyectarse en países extranjeros, como ya lo han hecho 2NE1, BTS, ENHYPEN, Blackpink y Big Bang en Estados Unidos, NCT y Super Junior en China, DBSK, SS501, TWICE y BoA en Japón.
Actualmente el K-Pop ha logrado superar muchas de sus barreras musicales, creciendo tanto internacionalmente cómo mundialmente, gracias a sus grupos, algunos de los más influyentes como Blackpink o BTS, los cuáles han logrado romper y dar a conocer el Kpop en todo el mundo con logros inimaginables, cómo el de BLACKPINK, el cual fue el primer grupo de Kpop en presentarse en el festival musical de Coachella en el año 2019, o también el del grupo BTS, el cual se transformó en el primer grupo de Kpop en tener una nominación en los Premios Grammy en el año 2021.
Las principales agencias de música en Corea son: 
- SM Entertainment (BoA, Super Junior, Girls' Generation, SHINee, EXO, Red Velvet, NCT, Aespa)

- Hybe Corporation (BTS, GFriend, TXT, SEVENTEEN, Le Sserafim, Enhypen, NewJeans)

- YG Entertainment (BIGBANG, 2NE1, AKMU, Winner, Blackpink, TREASURE, BabyMonster)

- JYP Entertainment (Wonder Girls, 2PM, Miss A, Got7, Day6, Twice, Stray Kids, Itzy, Nmixx, VCHA)

## Cine
A partir del éxito del filme coreano Shiri, en 1999, el cine nacional se ha vuelto mucho más popular tanto en Corea del Sur como en países del extranjero (principalmente asiáticos). Hoy en día Corea del Sur es uno de los pocos países en el mundo donde el cine de Hollywood no tiene una parte dominante en el mercado doméstico.
Shiri es un filme que trata sobre un espía norcoreano preparando un golpe de Estado en Seúl. Este filme se convirtió en el primero en la historia del cine surcoreano en vender más de 2 millones de boletos tan solo en Seúl. Este hecho ayudó a Shiri a sobrepasar éxitos de taquilla como The Matrix o Star Wars. El éxito de Shiri motivó la creación de otros filmes coreanos con gran presupuesto que trataban sobre hechos de Corea.
En 2000, el filme JSA (Joint Security Area) se convirtió en un enorme éxito taquillero, incluso sobrepasando lo hecho por Shiri. Un año después la película Friend logró hacer lo mismo. En Corea del Sur la comedia romántica My Sassy Girl sobrepasó en ventas de boletería a las cintas de El señor de los anillos y Harry Potter, las cuales se exhibían al mismo tiempo. De este modo cada vez los nuevos filmes coreanos que aparecían resultaban ser mayor éxito que sus predecesores. Tanto Silmido como Taegukgi fueron vistas por más de 10 millones de personas, lo cual representa un cuarto de la población del país.
Todo este éxito atrajo la atención de las grandes compañías cinematográficas de Hollywood. Filmes como Shiri ahora son distribuidos en los Estados Unidos. En 2001 la compañía Miramax incluso compró los derechos para hacer un refrito americanizado de la cinta de acción y comedia My Wife is a Gangster.
El thriller de suspenso de 2003 Janghwa, Hongnyeon se convirtió en un éxito lo que llevó a que la compañía DreamWorks pagara 2 millones de dólares (cifra que incluso sobrepasó el millón de dólares pagado por la japonesa Ringu).
Muchos filmes coreanos reflejan lo mucho que la población coreana ansía una reunificación y sufre por la división de la península. Muchas cintas coreanas remarcan especialmente los sentimientos, lo que causa que sean consideradas similares a las francesas, sin embargo hoy en día se producen todo tipo de películas en el país.
En febrero de 2004, el controvertido director coreano Kim Ki Duk ganó el premio a Mejor Director en la 54.ª entrega anual de premios del Festival Internacional de Cine de Berlín, por el filme Samaritan girl que trata sobre una prostituta adolescente.
El mismo año en el Festival Internacional de Cine de Cannes dos películas coreanas fueron invitadas a la competencia; Oldboy de Chan-Wook Park y Woman is the Future of the Man de Hong Sang-soo. La película de Chan-Wook Park ganó el Gran Premio del Jurado.
En 2006, fue lanzada The Lake House, un refrito de la cinta coreana Il Mare.
Quizá más influyentes que los filmes los programas de televisión coreanos, en especial las miniseries dramáticas llamadas coloquialmente dramas, se han convertido en uno de los principales elementos de la cultura coreana teniendo gran impacto en la cultura de otros países asiáticos. Los dramas coreanos gozan de gran popularidad entre las naciones chino-parlantes de China y Taiwán, los países del sureste asiático y su vecina, Japón y más recientemente en los Estados Unidos, Colombia, Venezuela, Perú, Panamá, Guatemala, México, Ecuador, Chile, entre otros países latinoamericanos.
En 2016, Train to Busan, dirigida por Yeon Sang-ho, creó una nueva subdivisión de género de películas de zombis en Corea del Sur. A diferencia de muchas películas de zombis realizadas en Occidente, Yeon utiliza un elenco enteramente coreano para establecer y mostrar una película exclusivamente coreana. Convertida en una exitosa película coreana de zombis, siguiendo el modelo de Shiri (1999), Train to Busan obtuvo una recaudación mundial de 93,1 millones de dólares. La película refleja los desafíos sociales y económicos de una sociedad surcoreana en desarrollo, creando una perspectiva realista del futuro.
En 2020, Parasite, dirigida por Bong Joon-ho, que retrata la situación de desigualdad económica en el país, fue muy bien recibida por la crítica, el agregador de reseñas Rotten Tomatoes ofrece un aprobado del 99 % basado en 350 críticas, con una nota media de 9,4/10. El consenso crítico de esta web dice: «Una mirada urgente y brillante a los temas sociales oportunos, Parasite confirma que su escritor y director Bong Joon-ho está en un dominio casi total de su oficio». Fue nominado a  seis premios Óscar en la 92.ª edición de los Premios de la Academia, de los cuales ganó cuatro: Mejor Película, Mejor Director, Mejor Guion Original y Mejor Película Internacional, convirtiéndose en la primera película en idioma no inglés en ganar el Premio de la Academia a la Mejor Película. Parasite también fue un éxito en taquilla, ya que recaudó un total de $253,267,858 en todo el mundo, con un presupuesto de tan solo $11,800,000.

### Animación surcoreana
Mientras que Los Simpson son la serie animada más conocida que tienen de animación elaborada en Corea del Sur, muchas otras series animadas (Futurama, King of the Hill, Avatar: la leyenda de Aang de los Estados Unidos, así como muchas series japonesas de anime) reciben todo el proceso de animación en este país.
Los estudios de animación han recibido cada vez nuevos contratos para realizar series coreanas. La más famosa ha sido la animación de la mitología coreana por parte de KBS, en una serie de 150 partes.
Entre los llamados animes coreanos se puede citar a Michel y Spheres entre otros títulos, donde la gran influencia que tiene este monstruo de la animación japonesa se puede ver y sentir, así también la influencia de la animación norteamericana.

## Literatura
La literatura moderna está muchas veces relacionada con el desarrollo del hangul, el cual sirvió para extender el alfabetismo de las clases altas a las clases comunes y a las mujeres. De cualquier modo el hangul solo alcanzó una posición dominante en la literatura coreana hasta la segunda mitad del siglo XIX, llevando a un mayor crecimiento de la misma. Por ejemplo, las Sinsoseol son novelas escritas en hangul.
En la poesía moderna ha habido intentos de introducir métodos de imagismo y poestismo moderno, particularmente en traducciones de algunos autores estadounidenses como Ezra Pound y T.S. Eliot a comienzos del siglo XX.
La poesía lírica ha sido dominante desde la década de los 1970. La poesía es algo popular en la Corea del Sur moderna, tanto en términos de trabajos publicados como en términos de trabajos legos.

## Tecnología

### Telefonía celular
Los surcoreanos también son usuarios prolíficos de teléfonos celulares (en coreano: 휴대 전화, Hyoo-dae Jun-hwa, literalmente ‘teléfono portable’; o a su vez , ‘teléfono de mano’). Un estimado de 90 % de los surcoreanos posee un teléfono móvil. Los usuarios suelen utilizarlos para realizar y recibir llamadas de manera frecuente y mandar mensajes de texto; sin embargo también suelen usarlos para ver televisión en vivo, visitar sitios web y mantenerse al tanto de sus puntuaciones en los juegos en línea. Las corporaciones coreanas LG y Samsung se han convertido en algunos de los líderes mundiales de tecnología móvil, de modo que los usuarios coreanos están entre los primeros del mundo que experimentan nuevas características tecnológicas en los equipos. LG y Samsung son las 3.ª y 4.ª compañías celulares más grandes del mundo, solo detrás de Nokia, Motorola y Sony Ericsson respectivamente. Los nuevos modelos suelen ser bastante caros, sin embargo esto no detiene a los usuarios surcoreanos que cambian sus teléfonos a promedio de cada 21 meses.
Los teléfonos coreanos de compañías como Samsung y LG proveen el sistema más moderno de transmisión en vivo de televisión, el Digital Multimedia Broadcasting (DMB). Más de un millón de teléfonos DMB han sido vendidos y proveedores como KTF y SK Telecom proporcionan el servicio en la mayor parte de la ciudad de Seúl, así como en otras de las ciudades más grandes del país tales como Busán y Daegu. Los canales DMB incluyen ahora más de 7 canales distintos, entre los que se encuentran los de las principales televisoras del país tales como KBS, MBC, y SBS.
Los consumidores coreanos se aferran a comprar productos de su propia nación, a causa de su nacionalismo aun a pesar de que a nivel mundial siguen siendo considerados marcas baratas y de menor calidad que las conocidas de siempre. De hecho Nokia, la compañía de telefonía móvil con más ventas en el mundo, ha dejado de vender su mercancía en Corea del Sur a causa de sus bajas ventas. De igual modo, el gigante Motorola no tiene en Corea del Sur los mismos resultados que en el resto del mundo, teniendo solo un 4 % de las ventas totales en el país.
Casi todos los teléfonos celulares de usuario jóvenes cuenta con cámara digital integrada (디카 o di-ka, las primeras sílabas de las palabras digital y camera).

### Internet
Las computadoras y la internet juegan un rol muy importante en la vida de los jóvenes coreanos hoy en día. Alrededor del 70 % de los hogares surcoreanos cuentan con acceso a internet de alta velocidad, lo que lo convierte en el país con el porcentaje más grande de esta característica en el mundo. Los surcoreanos son usuario entusiastas de la internet, tanto que llega al grado de que algunos portales como Daum y Naver se encuentran entre las páginas con mayor tasa de tráfico en el mundo, a pesar de que solo resultan entendibles para aquellos que saben coreano. Los coreanos utilizan la internet para mandar y recibir correos electrónicos, en servicios de mensajería instantánea, para hacer búsquedas, pero más comúnmente como entretenimiento (ver vídeos y jugar juegos masivos de rol en línea se encuentran entre las principales actividades de este tipo).
A veces la gente accede a la internet en cibercafés (en coreano: PC방; PC bang). Los jugadores coreanos son famosos por su devoción hacia su hobby, y muchas sesiones de juego pueden durar varias horas, días e incluso en casos extremos semanas.
Corea del Sur cuenta con las conexiones de internet más rápidas disponibles en la actualidad. Usando tecnología de fibra óptica, un usuario urbano desde su casa puede disfrutar de conexiones sumamente veloces a un precio similar al que pagan los usuarios de los Estados Unidos por una conexión DSL.
Muchos nuevos dispositivos domésticos tienen la capacidad de conectarse a la internet y aprovechar los recursos disponibles en ella. Refrigeradores con computadora tienen la capacidad de mostrar feeds RSS, correos electrónicos y también proveen navegación básica de internet. Aparatos como hornos de microondas con escáneres de código de barras tienen la capacidad de utilizar el código escaneado para determinar la energía necesaria para calentar el producto que se está sometiendo a las microondas.
Los creadores coreanos de blogs son bastante conocidos; de hecho han inspirado la legendaria película My Sassy Girl. Un estimado aproximado de 5 millones de blogs se encuentran el la red, y éstos presentan en su mayoría contenido de viajes extensos y discusiones intensas.
El sistema penal surcoreano castiga con un año de prisión a aquella persona que suba a la red contenido pornográfico.

### Videojuegos en línea
El país tiene muchos canales de televisión dedicados a la transmisión de videojuegos como deportes de espectadores. Los jugadores profesionales consiguen contratos con grandes compañías, al modo de los futbolistas u otros deportistas. La base de fanáticos, parecida en tamaño a aquella de los grandes deportes, basta para llenar estadios en finales de grandes torneos.
En cualquier momento dado, hay más de 4.5 millones de jugadores coreanos en línea. En los más de 25 000 PC bangs del país se pueden encontrar videojuegos coreanos como Lineage o Ragnarok Online, además de otros extranjeros, como Halo, por ejemplo. Entre los primeros y más populares videojuegos que tuvieron éxito en Corea del Sur se encuentra StarCraft (de Blizzard Entertainment). Ragnarok Online es otro videojuego que ha ganado gran popularidad en los últimos años.
Como resultado del gran número de jugadores coreanos y su dominio a nivel mundial hay un creciente sentimiento de coraje entre los jugadores no-coreanos: los surcoreanos son acusados de adueñarse de los sitios en línea de juegos, así como de los torneos. Algunos torneos tienen de hecho un sistema de ranking aparte para los jugadores no-coreanos.

## Influencias extranjeras
Corea fue ampliamente influenciado por China en siglos pasados, dejando su marca en cuanto a vestimenta, costumbres y arquitectura. Y fue influenciado de la invasión de Japón en los principios del 1910 y de la llegada de los estadounidense en el principio de 1981.
Corea del Sur ha sido muy influenciada por los países extranjeros en los años recientes. Inicialmente, la influencia primaria venía de los Estados Unidos. Mucha gente disfrutaba mirando películas y caricaturas estadounidenses. Hasta 1998 la importación de todas las películas japonesas así como de los cómics y música de este país era técnicamente ilegal a causa de restricciones del gobierno. Pero a comienzos de 1998 el gobierno surcoreano comenzó a facilitar la importación de entretenimiento japonés. Hoy en día sólo una pequeña parte de la industria de entretenimiento japonés está prohibida en Corea.
De igual forma, la influencia extranjera en Corea del Sur ha cambiado los hábitos alimenticios de la población. Hoy en día muchas personas disfrutan de la comida occidental, así como de la cocina de otras partes de Asia además de la tradicional cocina coreana. Por ejemplo, la pizza de Italia se ha convertido en uno de los platos favoritos extranjeros entre los coreanos, aunque tiende a diferir de la pizza servida en occidente; algunas veces incluye maíz, camote, mayonesa o bulgogi, entre otros ingredientes.
El modo de vestir surcoreano también está fuertemente influenciado por los estilos extranjeros; la gente joven viste mayoritariamente al estilo de sus homólogos occidentales, aunque mezclándolo con algunos elementos coreanos.
Recientemente el lenguaje coreano ha recibido una gran influencia del idioma inglés lo que ha dado como resultado el denominado konglish. El konglish es el uso de palabras inglesas en el coreano, aunque las palabras no sean usadas propiamente (algo similar el fenómeno del espanglish).
Por ejemplo, algunos casos de konglish son:
- Eye shopping (en español, ‘vitrina’ o ‘escaparate’). En este caso, un hablante nativo de inglés diría window shopping.
- Service (en español, ‘servicio’). En inglés la palabra service se utiliza para nombrar un acto o una variedad de trabajo hecha para otras personas, especialmente por una paga. Sin embargo, en el coreano la misma palabra se usa para denominar a algo que es gratis.
- Hand phone (en español, ‘teléfono móvil’). Los coreanos usan este término para referirse a un teléfono celular, al que un hablante nativo de inglés se referiría como cell phone o mobile phone.